# Karl Hofer
Karl Christian Ludwig Hofer (Karlsruhe, 11 ottobre 1878 – Berlino, 3 aprile 1955) è stato un pittore tedesco.
Noto anche con il nome di Carl Hofer.

## Biografia
Karl Hofer è nato a Karlsruhe il 11 ottobre 1878 come figlio di un musicista (oboista) militare. Dopo un apprendistato al C.F. Corte bookstore di Müller, ha iniziato a studiare presso la Grossherzoglich Badische Akademie der Bildenden Künste di Karlsruhe nel 1897. Qui studiò sotto Poetzelberger, Kalckreuth e Thoma fino al 1901. Nessuno di questi insegnanti, tuttavia, era in grado di fornirgli aiuto per il suo impegno ambizioso nella creazione di una nuova forma d'arte e ben presto passò sotto l'influenza di Arnold Böcklin. Si recò a Parigi nel 1900, dove rimase fortemente impressionato dalla pittura naif di Henri Rousseau. Lo storico dell'arte Julius Meier-Graefe introdusse Hofer non solo a collezioni private, ma richiamò anche la sua attenzione ad Hans von Marées.
Come risultato Hofer decise nel 1903 di trascorrere un paio d'anni a Roma. La sua pittura, fino ad allora influenzata dal simbolismo di Böcklin, cambiò in favore del concetto classico-arcadico di Marées. Nel 1904 il Kunsthaus di Zurigo presentò la prima esposizione composta interamente da opere di Hofer all'interno dell'"Ausstellung Moderner Kunstwerke", che fu poi mostrata in versione estesa alla Kunsthalle di Karlsruhe e al Folkwang-Museum di Hagen ed a Weimar nel 1906.
Nel 1908 Hofer vive temporaneamente a Parigi. Tale soggiorno cambiò il suo stile attraverso le influenze di Cézanne, degli impressionisti francesi e El Greco. Nel 1913 l'artista si trasferisce a Berlino. Fu poi internato in Francia un anno dopo, e tornò in Germania solo nel 1917. Nel 1921 accettò un posto come professore presso la Kunstschule in Berlin-Charlottenburg. In occasione del suo 50º compleanno la Kunsthalle di Mannheim, la "Secessione di Berlino" e la galleria di Alfred Flechtheim fecero delle esposizioni in suo onore. La sua arte venne considerata "degenerata" durante il "Terzo Reich" e fu licenziato dal suo posto di insegnante nel 1933-34. Le sue opere vennero esposte nel 1937 alla mostra di Monaco "Entartete Kunst". Karl Hofer visse a Berlino per il resto della sua vita, dove fu anche direttore della "Hochschule für Bildende Künste” di Berlino. Morì il 3 aprile 1955.

## Opere pittoriche

### Primi lavori, 1898–1920
- 1901: Betende Kinder (Praying Children), Oil on Canvas, Private Collection, Karlsruhe, Germany
- 1903: Karl und Thilde Hofer (Karl and Thilde Hofer), Oil on Canvas, Former Hofer Estate, Berlin, Germany
- 1907: Drei Badende Jünglinge (Three Young Bathers), Oil on Canvas, The Winterthur Museum of Art, Winterthur, Switzerland
- 1911: Im Sturm (By Storm), Oil on Canvas, The Winterthur Museum of Art, Winterthur, Switzerland
- 1913: Selbstbildnis (Self Portrait), Oil on Canvas, Bavarian State Picture Collection, Munich, Germany
- 1913: Fahnenträger (Flagbearer), Oil on Canvas, Municipal Art Gallery, Mannheim, Germany
- 1914: Im Meersand (In the Sand), Oil on Canvas, State Art Gallery, Karlsruhe, Germany
- 1918: Bildnis Theodor Reinhart (Portrait of Theodor Reinhart), Oil on Canvas, Volkhart Brothers, Winterthur, Switzerland

### Periodo di mezzo, 1920–1933
- 1922: Maskerade oder Drei Masken (Masquerade or Three Masks), Oil on Canvas, Wallraf-Richartz Museum, Cologne, Germany
- 1922/1923: Freundinnen (Girlfriends), Oil on Canvas, Kunsthalle Hamburg, Hamburg, Germany
- 1924: Große Tischgesellschaft (Large Dinner Party), Oil on Canvas, The Winterthur Museum of Art, Winterthur, Switzerland
- 1924: Der Rufer (The Caller), Oil on Canvas, New Masters Gallery, Dresden, Germany
- 1925: Still life National Museum of Serbia, Belgrade, Serbia
- 1926: Zwei Freunde (Two Friends), Oil on Canvas, Städel, Frankfurt am Main, Germany
- 1928: Großer Karneval (Big Carnival), Oil on Canvas, Bavarian State Picture Collection, Munich, Germany
- 1928: Yellow Dog Blues, Oil on Canvas, Private Collection
- 1930: Selbstbildnis mit Dämonen (Self Portrait with Demons), Oil on Canvas, Former Hofer Estate, Berlin, Germany

### Età matura, 1933–1945
- 1933: Gefangene (Prisoner), Oil on Canvas, Berlinische Galerie, Berlin, Germany
- 1935: Frühe Stunde (Early Hour), Oil on Canvas, Portland Art Museum, Portland, USA
- 1935: Turmbläser (Trumpeters), Oil on Canvas, Former Hofer Estate, Berlin, Germany
- 1936: Agnuzzo – Italienische Landschaft (Agnuzzo – Italian Landscape), Oil on Canvas, The Detroit Institute of Arts, Detroit, USA
- 1937: Mann in Ruinen (Man in Ruins), Oil on Canvas, Staatliche Kunstsammlungen Kassel, Kassel, Germany
- 1943: Die Schwarzen Zimmer (2. Fassung) (The Black Room, 2nd version), Oil on Canvas, Neue Nationalgalerie, Berlin, Germany
- 1944: Der Brief (The Letter), Oil on Canvas, Private Collection
- 1944: Schwarzmondnacht (Black Moon), Oil on Canvas, Former Hofer Estate, Cologne, Germany

### Lavori tardi, 1945–1955
- 1947: Höllenfahrt (Descent into Hell), Oil on Canvas, Former Hofer Estate, Cologne, Germany
- 1947: Ruinennacht (Night of Ruin), Oil on Canvas, Former Hofer Estate, Cologne, Germany
- 1948: Schwarzmond (2. Fassung)(Black Moon, 2nd version, Oil on Canvas, Former Hofer Estate, Cologne, Germany
- 1950: Im Gestein (In Rock), Oil on Canvas, Private Collection, Southern Germany
- 1951: Zwei Frauen (Doppelportrait), (Two Women) (Double Portrait), Oil on Cardboard, Private Collection, Cologne, Germany
- 1954: Zwei Masken (Two Masks), Oil on Canvas, Former Hofer Estate
- 1954: Drei Mädchen zwischen Leitern (Three Girls between Conductors), Oil on Canvas, Private Collection, Cologne, Germany
- 1954: Vater und Tochter (Father and Daughter), Oil on Canvas, Private Collection, Cologne, Germany

## Opere Letterarie
- Karl Hofer: Über das Gesetzliche in der bildenden Kunst. Hrsg. Kurt Martin. Berlin 1956.
- Karl Hofer: Erinnerungen eines Malers. München 1963.
- Christine Fischer-Defoy (Hrsg. Karl-Hofer-Gesellschaft): Ich habe das Meine gesagt! – Reden und Stellungnahmen von Karl Hofer zu Kunst, Kultur und Politik in Deutschland 1945–1955. Berlin 1995.
- Daniel Kupper (Hrsg.): Karl Hofer – Schriften. Berlin 1995.
- Ernst Rathenau: Karl Hofer – Das graphische Werk. Berlin 1969.
- Katherine Rigby: Karl Hofer. New York/London 1976.
- Elisabeth Furler (Hg.): Karl Hofer – Leben und Werk in Daten und Bildern. Frankfurt am Main 1978.
- Elisabeth Hofer-Richold, Ursula Feist und Günther Feist: Karl Hofer. Berlin 1983.
- Renate Hartleb: Karl Hofer. Leipzig 1987.
- Ursula Feist und Günther Feist (Hrsg.): Karl Hofer – Theodor Reinhart. Maler und Mäzen. Ein Briefwechsel in Auswahl. Berlin 1989.
- Jürgen Schilling: Karl Hofer. Unna 1991.
- Karl Bernhard Wohlert: Werkverzeichnis Karl Hofer. Karl-Hofer-Dokumentation. 3 Bände. VAN HAM Art Publications.
- Hans Gerhard Evers (Hrsg.): Darmstädter Gespräch – Das Menschenbild in unserer Zeit. Darmstadt 1951.
- Ausstellungskatalog: In Memoriam Will Grohmann – Wegbereiter der Moderne. Stuttgart 1987/1988.
- Ausstellungskatalog: Abstraktion und Figuration. Galerie Pels-Leusden. Berlin 1989.